# Resource Kit
 (septembre 2020).
Si vous disposez d'ouvrages ou d'articles de référence ou si vous connaissez des sites web de qualité traitant du thème abordé ici, merci de compléter l'article en donnant les références utiles à sa vérifiabilité et en les liant à la section « Notes et références ».

Resource kit est un terme utilisé par Microsoft pour désigner un ensemble de logiciels et de documentations associé à un de ses produits, mais qui ne fait pas partie de ce qui est normalement fourni à l'utilisateur avec le produit. Le resource kit n'est pas destiné à l'utilisateur du produit, mais plutôt aux informaticiens responsables de l'installation du produit, de son soutien, de la résolution de problèmes et de l'intégration du produit à d'autres produits.
En général, Microsoft publie des resource kits après chaque version majeure de Microsoft Windows, de Microsoft Office ou d'un autre produit majeur. Des resource kits ont également été publiés pour Internet Explorer, Back office, Windows Media et d'autres logiciels.

## Référence
1. ↑  Microsoft Windows Media Resource Kit, Tricia Gill, Bill Birney
Microsoft Press, 2003

- (en) Cet article est partiellement ou en totalité issu de l’article de Wikipédia en anglais intitulé « Resource Kit » (voir la liste des auteurs).